# Арнолд Гезел
Арнолд Гезел (на английски: Arnold Gesell) е американски психолог и педиатър, пионер в детското развитие.

## Биография
Роден е на 21 юни 1880 година в Алма, Уисконсин, САЩ. Подобно на своята майка, прогимназиална учителка в училище за трудни деца, той става преподавател, а после и директор на прогимназия. Чувствайки необходимост от психологическо образование, става ученик на Стенли Хол и през 1906 получава научната степен доктор по философия от Уисконсинския университет. Без да изоставя педагогическата си дейност, започва да следва медицина в Йейлския университет и след завършването си е назначен за преподавател по хигиена на детето в Йейлския медицински факултет.
Умира на 29 май 1961 година в Ню Хейвън на 80-годишна възраст.

## Научна дейност
Гезъл поставя изучаването на детското развитие на здрава методологическа основа със своята система за наблюдаване и измерване на поведението. Предприема стриктно конституционален или физиологичен подход, в който факторите на културата или ученето не играят голяма роля. В лекциите си не показва на студентите си дефициентни, а нормални деца, защото за развитието им не се знаело почти нищо. Изследва едни и същи субекти в продължение на години, като използва тестове (разработва тестове за бебета), кинематографски анализ (110 км филмова лента под формата на фишове) и метода на близнаците. Подобно на Анри Валон във Франция, въвежда в психологията понятието съзряване и подчертава ролята на хуманните условия за растежа.
От творчеството му може да се посочи трилогията „Малкото дете в съвременната цивилизация“, „Детето от 5 до 10 години“, „Юношата от 10 до 16 години“.

## Избрана библиография
- Gesell, Arnold. „The Village of a Thousand Souls“. American Magazine, Oct. 1913, pp. 11 – 16.
- Gesell, A., & Ilg, F. L. (1949). Child development, an introduction to the study of human growth. New York: Harper.
- Gesell, A., Ilg, F. L., & Ames, L. B. (1974). Infant and child in the culture of today: the guidance of development in home and nursery school (Rev. ed.). New York: Harper & Row.
- Gesell, A., Thompson, H., & Amatruda, C. S. (1938). The psychology of early growth, including Norms of infant behavior and a method of genetic analysis. New York: The Macmillan Company.
- „Arnold Lucius Gesell.“, in Boring, E.G. (1952), History of Psychology in Autobiography 4: 123 – 42. Worcester, MA: Clark University Press.